# توقیر دار
توقیر دار (انگلیسی: Tauqeer Dar؛ زادهٔ ۳۱ ژانویه ۱۹۶۴) بازیکن هاکی روی چمن اهل پاکستان است.
وی در مسابقات کشوری و بین‌المللی در مجموع برندهٔ ۱ مدال طلا شده‌است.